# Pseudodysstroma
Pseudodysstroma is een geslacht van vlinders van de familie spanners (Geometridae), uit de onderfamilie Larentiinae.

## Soorten
- P. albovenosata Heydemann, 1961
- P. nepalensis Heydemann, 1961